# Palácio do Supremo Tribunal Federal
O Palácio do Supremo Tribunal Federal, também referido como Palácio do STF, é o edifício construído para abrigar o Supremo Tribunal Federal, órgão máximo de apelação e corte constitucional do Brasil. Foi concebido pelo arquiteto Oscar Niemeyer, com projeto estrutural do engenheiro Joaquim Cardozo.
Faz parte do conjunto da Praça dos Três Poderes, cujos outros edifícios são o Palácio do Planalto e o Congresso Nacional. O Edifício foi tombado pelo IPHAN em 2007, ano em que Niemeyer completou 100 anos.

## A Têmis de Ceschiatti
Em frente ao Supremo Tribunal Federal fica a obra A Justiça. A estátua foi esculpida em 1961 por Alfredo Ceschiatti.

## Características arquitetônicas
O prédio é apoiado pelos pilares laterais e está levemente afastado do solo, conferindo leveza ao conjunto. Os cálculos estruturais de Joaquim Cardozo permitiram que as bases do edifício-sede do STF e de outros palácios, bem como da catedral de Brasília ficassem delgadas, apenas tocando o chão.
| “ | A singeleza do projeto e as proporções relativamente reduzidas deste edifício não impediram que o partido adotado lhes conferisse as características de dignidade e nobreza reclamadas, características essas que as galerias externas acentuavam convenientemente. | ” |

## Invasão
Os ataques de 8 de janeiro de 2023 ou atos golpistas de 8 de janeiro de 2023, também chamados de Intentona Bolsonarista ou simplesmente de 8 de janeiro, foram uma série de vandalismos, invasões e depredações do patrimônio público em Brasília cometidos por uma multidão de bolsonaristas extremistas que invadiu edifícios do governo federal com o objetivo de instigar um golpe militar contra o governo eleito de Luiz Inácio Lula da Silva para restabelecer Jair Bolsonaro como presidente do Brasil.
Por volta das 13 horas, no horário de Brasília, cerca de 4 mil bolsonaristas radicais saíram do Quartel-General do Exército e marcharam em direção à Praça dos Três Poderes, entrando em conflito com a Polícia Militar do Distrito Federal (PMDF) na Esplanada dos Ministérios. Antes das 15 horas, a multidão rompeu a barreira de segurança estabelecida por forças da ordem e ocupou a rampa e a laje de cobertura do Palácio do Congresso Nacional, enquanto parte do grupo conseguiu invadir e vandalizar o Congresso, o Palácio do Planalto e o Palácio do Supremo Tribunal Federal. Lula e Bolsonaro não estavam em Brasília no momento das invasões. O Supremo Tribunal Federal (STF) considerou que os acontecimentos foram atos de terrorismo.
Cerca de 400 pessoas foram detidas no dia das invasões e outras 1,2 mil foram detidas no acampamento de manifestantes em frente ao QG do Exército no dia seguinte às depredações. Até março de 2023, 2 182 pessoas haviam sido presas por participarem ou terem envolvimento nos ataques. Logo após os eventos, o governador Ibaneis Rocha exonerou o secretário de segurança pública do Distrito Federal e ex-ministro da Justiça do governo Bolsonaro, Anderson Torres, que estava em Orlando, nos Estados Unidos, no dia das invasões. Após os ataques, o presidente Lula assinou um decreto autorizando uma intervenção federal no Distrito Federal, que durou até o dia 31 de janeiro. Posteriormente, o ministro do STF, Alexandre de Moraes, determinou o afastamento de Ibaneis pelo prazo inicial de 90 dias, decisão revogada em 15 de março.